# Листи Різдвяного Діда
«Листи Різдвяного Діда» — реальні листи Джона Роналда Руела Толкіна, які він писав своїм чотирьом дітям — Джону, Майклу, Крістоферу і Прісціллі протягом 23 років, з 1920 року по 1943 рік. Листи написані від імені Різдвяного Діда (англ. Father Christmas).
Перший лист надійшов на Різдво у 1920 році, коли старшому з дітей, Джонові, було три роки; останній — у 1943 році, коли молодшій, Прісціллі, виповнилось 14.
Різдвяні листи були опубліковані у 1976 році після смерті письменника. Книгу упорядкувала і написала до неї передмову друга дружина Крістофера Толкіна — Бейлі Толкін.

## Українське видання
Листи Різдвяного Діда. Дж. Р. Р. Толкін. Із малюнками Дж. Р. Р. Толкіна; за редакцією Бейлі Толкін; переклала з англійської Олена О'Лір. — Львів: Астролябія, 2017. — 160 с.

### Критика
- Чому у Толкіна Різдвяний дід не всесильний, а війна поруч?